# Tratado de Noyon
El tratado de Noyon fue un tratado celebrado en la ciudad borgoñona de Noyon (actualmente en Francia)  el 13 de agosto de 1516 entre Francisco I de Francia y Carlos de Habsburgo. Las principales cláusulas del acuerdo incluían:
- Se reconocía a Carlos el trono de Nápoles y a Francisco el ducado de Milán.
- Se reconoce la posesión francesa de las villas de Chaussin y Laperrière-sur-Saône (ocupadas a Margarita de Austria por Francia en 1512).[3]
- Se pactaba la boda entre Carlos y Luisa Claudia, hija primogénita de Francisco I (la unión no llegó a celebrarse por la muerte en la infancia de la princesa).
- Francisco I de Francia se comprometía a no dar apoyo militar a los pretendientes al reino de Navarra. Conquistado en 1512 por Fernando el Católico.
- Carlos se comprometía a no prestar su ayuda a su abuelo Maximiliano I de Habsburgo, emperador del Sacro Imperio Romano Germánico.
- La república de Venecia pagaría a Maximiliano I la suma de 200.000 coronas a cambio de la posesión de Brescia y Verona, ciudades sobre las que Maximiliano había mantenido disputas territoriales con los venecianos.

El tratado, con la adhesión a finales de año del emperador Maximiliano y de Enrique VIII de Inglaterra, conllevó el fin de la Guerra de la Liga de Cambrai.